# هاکوپ کورکچیان
هاکوپ کورکچیان (به ارمنی Հակոբ Քուրքչեան - به انگلیسی Hakop Kurkchian)، (زاده ۱۳ اردیبهشت ۱۳۰۱ خورشیدی در استان خارکوف اوکراین)، ورزشکار ایرانی ارمنی‌تبار است که عضو تیم ملی ایران و داور بین‌المللی در رشته ورزشی وزنه‌برداری بود.

## کارنامه ورزشی

محمد رضا شاه پهلوی در حال اهداء مدال به هاکوپ کورکچیان هفدهمین دوره مسابقه‌های وزنه‌برداری قهرمانی ایران ۱۳۳۵

- مقام سوم پنجمین دوره مسابقه‌های وزنه‌برداری قهرمانی ایران ۱۳۲۳ - تهران - دسته میان وزن با مجموع ۲۵۲ کیلوگرم
- قهرمان ششمین دوره مسابقه‌های وزنه‌برداری قهرمانی ایران ۱۳۲۴ - تهران - دسته میان وزن با مجموع ۲۹۳/۵ کیلوگرم
- قهرمان هفدهمین دوره مسابقه‌های وزنه‌برداری قهرمانی ایران ۱۳۳۵ - اصفهان - دسته میان سنگین با مجموع ۳۶۰ کیلوگرم
- داور بازی‌های آسیایی ۱۹۸۲